# مزكيتام
مزكيتام قرية وجماعة قروية مغربية في شمال المملكة المغربية ، تنتمي إلى إقليم جرسيف الساحلي، شرقي مدينة فاس، تضم جماعة مزكيتام 9,891 نسمة (إحصاء 2004).